# 2002-es Teen Choice Awards
A 2002-es Teen Choice Awards a 2001-es év legjobb filmes, televíziós és zenés alakításait értékelte. A díjátadót 2002. augusztus 19-én tartották a kaliforniai Universal Amphitheatreben, a műsor házigazda nélkül zajlott le. A ceremóniát a Fox televízióadó közvetítette élőben.

## Győztesek és jelöltek

### Filmek
| Legjobb dráma/akció-kalandfilm | Legjobb színész dráma/akció-kalandfilmben |
| --- | --- |
| - Pókember - Egy csodálatos elme - A Sólyom végveszélyben - Harry Potter és a bölcsek köve - A Gyűrűk Ura: A Gyűrű Szövetsége - Men in Black – Sötét zsaruk 2. - Moulin Rouge! - Star Wars II. rész – A klónok támadása | - Tobey Maguire – Pókember - Ben Affleck – Ütközéspont - Hayden Christensen – Star Wars II. rész – A klónok támadása - Josh Hartnett – A Sólyom végveszélyben - Dwayne "The Rock" Johnson – A Skorpiókirály - Brad Pitt – Ocean’s Eleven – Tripla vagy semmi - Will Smith – Men in Black – Sötét zsaruk 2. - Elijah Wood – A Gyűrűk Ura: A Gyűrű Szövetsége                                                                                           |
| Legjobb színésznő dráma/akció-kalandfilmben | Legjobb vígjáték |
| - Natalie Portman – Star Wars II. rész – A klónok támadása - Drew Barrymore – Fiúk az életemből - Sandra Bullock – Vagány nők klubja - Kirsten Dunst – Pókember - Jennifer Lopez – Most már elég! - Mandy Moore – Séta a múltba - Britney Spears – Álmok útján - Liv Tyler – A Gyűrűk Ura: A Gyűrű Szövetsége | - Amerikai pite 2. - Már megint egy dilis amcsi film - Narancsvidék - Neveletlen hercegnő - Scooby-Doo – A nagy csapat - A nagyon nagy Ő - Édes kis semmiség - Zoolander, a trendkívüli |
| Legjobb színész vígjátékban | Legjobb színésznő vígjátékban |
| - Chris Tucker – Csúcsformában 2. - Jason Biggs – Amerikai pite 2. - Jack Black – A nagyon nagy Ő - Matthew Lillard – Scooby-Doo – A nagy csapat - Freddie Prinze Jr. – Scooby-Doo – A nagy csapat - Adam Sandler – A kismenő - Ben Stiller – Zoolander, a trendkívüli - Barry Watson – Bővér szálló | - Sarah Michelle Gellar – Scooby-Doo – A nagy csapat - Selma Blair – Édes kis semmiség - Cameron Diaz – Édes kis semmiség - Anne Hathaway – Neveletlen hercegnő - Gwyneth Paltrow – A nagyon nagy Ő - Christina Ricci – Tökfej - Winona Ryder – A kismenő - Reese Witherspoon – Bunbury, avagy jó, ha szilárd az ember |
| Legjobb film, amit a szüleid nem akarnák hogy láss | Legidegesítőbb karakter |
| - Amerikai pite 2. - 40 nap és 40 éjszaka - A Sólyom végveszélyben - Penge 2. - Az igazság nevében - Már megint egy dilis amcsi film - A Kaptár - Édes kis semmiség | - Seann William Scott – Amerikai pite 2. - Lara Flynn Boyle – Men in Black – Sötét zsaruk 2. - Willem Dafoe – Pókember - Will Ferrell – Zoolander, a trendkívüli - Andy García – Ocean’s Eleven – Tripla vagy semmi - Christopher Lee – A Gyűrűk Ura: A Gyűrű Szövetsége & Star Wars II. rész – A klónok támadása - Ian McDiarmid – Star Wars II. rész – A klónok támadása - Mike Myers – Austin Powers – Aranyszerszám                               |
| Legjobb áttörő alakítást nyújtó színész | Legjobb áttörő alakítást nyújtó színésznő |
| - Daniel Radcliffe – Harry Potter és a bölcsek köve - Orlando Bloom – A Gyűrűk Ura: A Gyűrű Szövetsége - Steven Brand – A Skorpiókirály - Hayden Christensen – Star Wars II. rész – A klónok támadása - Colin Farrell – Különvélemény - Luke Goss – Penge 2. - Johnny Knoxville – Men in Black – Sötét zsaruk 2. - Shaobo Qin – Ocean’s Eleven – Tripla vagy semmi | - Mandy Moore – Séta a múltba - Beyoncé Knowles – Austin Powers – Aranyszerszám - Samantha Mumba – Az időgép - Franka Potente – A Bourne-rejtély - Jaime Pressly – Már megint egy dilis amcsi film - Britney Spears – Álmok útján - Leonor Varela – Penge 2. - Emma Watson – Harry Potter és a bölcsek köve |
| Legjobb kémia filmben | Legjobb csók |
| - Shane West és Mandy Moore – Séta a múltba - Jackie Chan és Chris Tucker – Csúcsformában 2. - Hayden Christensen & Natalie Portman – Star Wars II. rész – A klónok támadása - Josh Hartnett és Shannyn Sossamon – 40 nap és 40 éjszaka - Tobey Maguire és Kirsten Dunst – Pókember - Frankie Muniz és Amanda Bynes – Minden hájjal megkent hazug - Freddie Prinze Jr. és Sarah Michelle Gellar – Scooby-Doo – A nagy csapat - Britney Spears és Anson Mount – Álmok útján | - Tobey Maguire és Kirsten Dunst – Pókember - Jason Biggs és Alyson Hannigan – Amerikai pite 2. - Hayden Christensen és Natalie Portman – Star Wars II. rész – A klónok támadása - Matt Damon és Franka Potente – A Bourne-rejtély - Dwayne "The Rock" Johnson és Kelly Hu – A Skorpiókirály - Viggo Mortensen és Liv Tyler – A Gyűrűk Ura: A Gyűrű Szövetsége - Adam Sandler és Winona Ryder – A kismenő - Shane West és Mandy Moore – Séta a múltba |
| Leghisztisebb karakter | Legjobb nyári film |
| - Ben Stiller – Zoolander, a trendkívüli - Cate Blanchett – A Gyűrűk Ura: A Gyűrű Szövetsége - Hayden Christensen – Star Wars II. rész – A klónok támadása - Willem Dafoe – Pókember - Cameron Diaz – Édes kis semmiség - Josh Hartnett – 40 nap és 40 éjszaka - Samantha Morton – Különvélemény - Will Smith – Men in Black – Sötét zsaruk 2. | - A kismenő - Austin Powers – Aranyszerszám - A Bourne-rejtély - Men in Black – Sötét zsaruk 2. - Különvélemény - 2020: A tűz birodalma - Scooby-Doo – A nagy csapat - Star Wars II. rész – A klónok támadása |

### Televízió
| Legjobb drámasorozat | Legjobb színész drámasorozatban |
| --- | --- |
| - Hetedik mennyország - Alias - Buffy, a vámpírok réme - Sötét angyal - Dawson és a haverok - Felicity - Szívek szállodája - Smallville | - Barry Watson – Hetedik mennyország - Scott Foley – Felicity - Joshua Jackson – Dawson és a haverok - James Marsters – Buffy, a vámpírok réme - Jared Padalecki – Szívek szállodája - Scott Speedman – Felicity - Tom Welling – Smallville - Shane West – Még egyszer és újra                  |
| Legjobb színésznő drámasorozatban | Legjobb vígjátéksorozat |
| - Sarah Michelle Gellar – Buffy, a vámpírok réme - Jessica Alba – Sötét angyal - Lauren Ambrose – Sírhant művek - Alexis Bledel – Szívek szállodája - Jessica Biel – Hetedik mennyország - Jennifer Garner – Alias - Katie Holmes – Dawson és a haverok - Keri Russell – Felicity | - Jóbarátok - The Bernie Mac Show - Greg the Bunny - Már megint Malcolm - Dokik - A Simpson család - Azok a 70-es évek show - Will és Grace |
| Legjobb színész vígjátéksorozatban | Legjobb színésznő vígjátéksorozatban |
| - Matt LeBlanc – Jóbarátok - Zach Braff – Dokik - Topher Grace – Azok a 70-es évek show - Seth Green – Greg the Bunny - Sean Hayes – Will és Grace - Ashton Kutcher – Azok a 70-es évek show - Bernie Mac – The Bernie Mac Show - Frankie Muniz – Már megint Malcolm              | - Jennifer Aniston – Jóbarátok - Courteney Cox – Jóbarátok - Jane Kaczmarek – Már megint Malcolm - Lisa Kudrow – Jóbarátok - Mila Kunis – Azok a 70-es évek show - Debra Messing – Will és Grace - Megan Mullally – Will és Grace - Laura Prepon – Azok a 70-es évek show                       |
| Legjobb valóságshow | Legjobb áttörő alakítást nyújtó színész |
| - The Osbournes - American Idol - Becoming - Blind Date - Fear Factor - The Jamie Kennedy Experiment - The Real World: Chicago - Total Request Live | - Tom Welling – Smallville - Zach Braff – Dokik - Steve Howey – Reba - Jack Osbourne – The Osbournes - Michael Rosenbaum – Smallville - Kiefer Sutherland – 24 - Milo Ventimiglia – Szívek szállodája - Kevin Weisman – Alias                                                                   |
| Legjobb áttörő alakítást nyújtó színésznő | Legkiemelkedőbb műsor |
| - Kelly Osbourne – The Osbournes - Sarah Chalke – Dokik - Sarah Clarke – 24 - Dee Dee Davis – The Bernie Mac Show - Jennifer Garner – Alias - Kristin Kreuk – Smallville - Allison Mack – Smallville - Melissa Peterman – Reba                                                    | - The Bernie Mac Show - 24 - Alias - American Idol - The Osbournes - Reba - Dokik - Smallville |
| Legjobb tévés személyiség | Legjobb segítőtárs |
| - Ozzy Osbourne - Ben Curtis - Carson Daly - Andy Dick - Jimmy Fallon - Jamie Kennedy - Ananda Lewis - Jon Stewart | - Alyson Hannigan – Buffy, a vámpírok réme - Keiko Agena – Szívek szállodája - Allison Mack – Smallville - Busy Philipps – Dawson és a haverok - Michael Rosenbaum – Smallville - Erik Per Sullivan – Már megint Malcolm - Wilmer Valderrama – Azok a 70-es évek show - Nick Wechsler – Roswell |

### Zene
Forrás:
| Legjobb férfi zenész | Legjobb női zenész |
| --- | --- |
| - Ja Rule - Craig David - Enrique Iglesias - Jay-Z - Ludacris - Moby - Nelly - Usher | - Britney Spears - Mary J. Blige - Janet Jackson - Alicia Keys - Jennifer Lopez - Alanis Morissette - Pink - Shakira |
| Legjobb R&B/Hip-Hop zenész/rapper | Legjobb zeneszám |
| - Usher - Mary J. Blige - Eve - Ja Rule - Alicia Keys - Ludacris - Nelly - P. Diddy | - "Girlfriend" – NSYNC feat. Nelly - "Ain’t It Funny" – Jennifer Lopez feat. Ja Rule - "Fallin’" – Alicia Keys - "Get the Party Started" – Pink - "Hey Baby" – No Doubt - "I’m a Slave 4 U" – Britney Spears - "U Don't Have to Call" – Usher - "Whenever, Wherever" – Shakira |
| Legjobb album | Legjobb R&B/Hip-Hopszám |
| - Songs in A Minor – Alicia Keys - 8701 – Usher - Hybrid Theory – Linkin Park - Missundaztood – Pink - No More Drama – Mary J. Blige - Rock Steady – No Doubt - Satellite – P.O.D. - Word of Mouf – Ludacris                                                                       | - "Ain’t It Funny" – Jennifer Lopez feat. Ja Rule - "Foolish" – Ashanti - "Gangsta Lovin’" – Eve feat. Alicia Keys - "Girlfriend" – NSYNC feat. Nelly - "More Than a Woman" – Aaliyah - "Pass the Courvoisier, Part II" – Busta Rhymes feat. P. Diddy, Pharrell - "Oops (Oh My)" – Tweet feat. Missy Elliott - "What's Luv?" – Fat Joe feat. Ashanti                                                |
| Legjobb rockszám | Legjobb szerelmes szám |
| - "Adrienne" – The Calling - "Blurry" – Puddle of Mudd - "In the End" – Linkin Park - "The Middle" – Jimmy Eat World - "My Sacrifice" – Creed - "Nice to Know You" – Incubus - "Wasting My Time" – Default - "Youth of the Nation" – P.O.D.                                        | - "U Got It Bad" – Usher - "All You Wanted" – Michelle Branch - "Can't Get You Out of My Head" – Kylie Minogue - "Drowning" – Backstreet Boys - "Gone" – NSYNC - "Hero" – Enrique Iglesias - "Underneath Your Clothes" – Shakira - "Wherever You Will Go" – The Calling |
| Legkiemelkedőbb zenész | Legjobb kollaboráció |
| - Ashanti - B2K - Michelle Branch - The Calling - Vanessa Carlton - Craig David - Alicia Keys - Tweet | - "Girlfriend" – NSYNC feat. Nelly - "Ain’t It Funny" – Jennifer Lopez feat. Ja Rule - "Always on Time" – Ja Rule feat. Ashanti - "Gangsta Lovin’" – Eve feat. Alicia Keys - "I Need a Girl (Part One)" – P. Diddy feat. Usher, Loon - "Pass the Courvoisier, Part II" – Busta Rhymes feat. P. Diddy, Pharrell - "Rainy Dayz" – Mary J. Blige feat. Ja Rule - "What's Luv?" – Fat Joe feat. Ashanti |
| Legjobb nyári szám | |
| - "Hot in Herre" – Nelly - "All You Wanted" – Michelle Branch - "Foolish" – Ashanti - "Gangsta Lovin’" – Eve feat. Alicia Keys - "Hero" – Chad Kroeger feat. Josey Scott - "The Middle" – Jimmy Eat World - "Soak Up the Sun" – Sheryl Crow - "A Thousand Miles" – Vanessa Carlton | |

### Egyéb
Forrás:
| Legszexibb férfi | Legszexibb nő |
| --- | --- |
| - Justin Timberlake - Brandon Boyd - Josh Hartnett - Ashton Kutcher - Brad Pitt - Usher - Tom Welling - Shane West    | - Britney Spears - Jessica Alba - Jennifer Aniston - Cameron Diaz - Sarah Michelle Gellar - Beyoncé Knowles - Jennifer Lopez - Reese Witherspoon |
| Legjobb humorista | Legjobb férfi atléta |
| - Adam Sandler - Mo Collins - Eddie Griffin - Bernie Mac - Mike Myers - Chris Rock - Jon Stewart - Chris Tucker       | - Kobe Bryant - Tony Hawk - Derek Jeter - Danny Kass - Jonny Moseley - Shaquille O’Neal - Apolo Anton Ohno - Alex Rodriguez                      |
| Legjobb női atléta | |
| - Michelle Kwan - Sue Bird - Jennifer Capriati - Kelly Clark - Sasha Cohen - Mia Hamm - Sarah Hughes - Venus Williams | |

## Műsorvezetők
A gálán az alábbi műsorvezetők működtek közre:
- Paula Abdul
- Jessica Alba
- Tim Allen
- Eva Amurri
- Pamela Anderson
- BBMak
- Big Boy
- Jack Black
- Selma Blair
- Alexis Bledel
- Nick Cannon
- Nick Carter
- JC Chasez
- Erika Christensen
- Simon Cowell
- Carmen Electra
- Eve
- Seth Green
- Tom Green
- Alyson Hannigan
- Tony Hawk
- Joshua Jackson
- Randy Jackson
- Dwayne "The Rock" Johnson
- Sam Jones III
- Jamie Kennedy
- Chris Kirkpatrick
- Chris Klein
- Kristen Kreuk
- Lil' Romeo
- Tara Lipinski
- Allison Mack
- Rose McGowan
- Mark McGrath
- Frankie Muniz
- Nobody's Angel
- Apolo Anton Ohno
- Jack Osbourne
- Kelly Osbourne
- Jaime Pressly
- A The Real World: Chicago stábja
- Michael Rosenbaum
- Susan Sarandon
- Seann William Scott
- Britney Spears
- Jamie Lynn Spears
- Mena Suvari
- Justin Timberlake
- Michelle Trachtenberg
- Verne Troyer
- Wilmer Valderrama
- Tom Welling

## Fordítás
- Ez a szócikk részben vagy egészben  a(z)   2002 Teen Choice Awards című angol Wikipédia-szócikk fordításán alapul.  Az eredeti cikk szerkesztőit annak laptörténete sorolja fel. Ez a jelzés csupán a megfogalmazás eredetét és a szerzői jogokat jelzi, nem szolgál a cikkben szereplő információk forrásmegjelöléseként.